# Sovana rosso
Il Sovana rosso è un vino prodotto nei territori comunali di Sorano, Pitigliano e Manciano, all'estremità sud-orientale della provincia di Grosseto, nel cuore dell'area del tufo.

## Caratteristiche organolettiche
- colore: rosso rubino con riflessi violacei
- odore: profumi di frutta a bacca rossa
- sapore: caldo, secco, abbastanza tannico, leggermente sapido, corposo

## Produzione
Provincia, stagione, volume in ettolitri
- nessun dato disponibile